# Węgry na Letnich Igrzyskach Olimpijskich 2004
Węgry na Letnich Igrzyskach Olimpijskich 2004 reprezentowało 209 zawodników (119 mężczyzn, 90 kobiet). Reprezentacja Węgier zdobyła 17 medali.

## Zdobyte medale
| Medal  | Zawodnik | Dyscyplina           | Konkurencja                        | Rezultat                                                |
| ------ | --- | -------------------- | ---------------------------------- | ------------------------------------------------------- |
| Złoto  | Zoltán Kammerer Botond Storcz Ákos Vereckei Gábor Horváth | Kajakarstwo          | K-4 1000 m mężczyźni               | 2:56,919                                                |
| Złoto  | Natasa Janics | Kajakarstwo          | K-1 500 m kobiety                  | 1:47,741                                                |
| Złoto  | Natasa Janics Katalin Kovács | Kajakarstwo          | K-2 500 m kobiety                  | 1:38,101                                                |
| Złoto  | Tímea Nagy | Szermierka           | szpada kobiet indywidualnie        | w finale pokonała Francuzkę Laurę Flessel-Colovic 15:10 |
| Złoto  | Zsuzsanna Vörös | Pięciobój nowoczesny | kobiety indywidualnie              | 5448 pkt                                                |
| Złoto  | Diána Igaly | Strzelectwo          | Skeet kobiet                       | 97 pkt                                                  |
| Złoto  | Tibor Benedek Péter Biros Rajmund Fodor István Gergely Tamás Kásás Gergely Kiss Norbert Madaras Tamás Molnár Ádám Steinmetz Barnabás Steinmetz Zoltán Szécsi Tamás Varga Attila Vári | Piłka wodna          | turniej mężczyzn                   | w finale pokonali drużynę Serbii i Czarnogóry 8:7       |
| Złoto  | István Majoros | Zapasy               | styl klasyczny waga 55 kg mężczyzn | w finale pokonał Rosjanina Gueidara Mamedaliewa 3:1     |
| Srebro | Zoltán Kővágó | Lekkoatletyka        | rzut dyskiem mężczyzn              | 67,04 m                                                 |
| Srebro | Katalin Kovács Szilvia Szabó Erzsébet Viski Kinga Bóta | Kajakarstwo          | K-4 500 m kobiety                  | 1:34,536                                                |
| Srebro | Gábor Boczkó Géza Imre Iván Kovács Krisztián Kulcsár | Szermierka           | szpada drużynowo mężczyzn          | w finale przegrali z drużyną Francji                    |
| Srebro | Zsolt Nemcsik | Szermierka           | szabla mężczyzn indywidualnie      | w finale przegrał z Włochem Aldo Montano 14:15          |
| Srebro | Dániel Gyurta | Pływanie             | 200 m stylem klasycznym mężczyzn   | 2:10,80                                                 |
| Srebro | Eszter Krutzler | Podnoszenie ciężarów | waga do 69 kg kobiety              | 262,5 kg                                                |
| Brąz   | Attila Vajda | Kajakarstwo          | C-1 1000 m mężczyźni               | 3:49,025                                                |
| Brąz   | György Kozmann György Kolonics | Kajakarstwo          | C-2 1000 m mężczyźni               | 3:43,106                                                |
| Brąz   | László Cseh | Pływanie             | 400 m stylem zmiennym mężczyzn     | 4:12,15                                                 |